# Nicolás Pirozzi
Nicolás Pirozzi (* 12. Februar 2002) ist ein chilenisch-uruguayischer Skirennläufer.

## Karriere
Pirozzi gab sein internationales Renndebüt am 26. Juli 2018 bei einem FIS-Riesenslalom in El Colorado. Sein erstes internationales Großereignis bestritt er im Februar 2020 bei den Olympischen Jugend-Winterspielen in Lausanne, wobei er mit Rang 14 im Riesenslalom seine beste Platzierung erreichte. Bis zu diesem Zeitpunkt war er hauptsächlich bei FIS-Rennen in Südamerika, sowie Rennen des South American Cups an den Start gegangen, wobei er sich im South American Cup immer wieder in den Punkten platzieren konnte.
Nach seinem ersten internationalen Großereignis startete Pirozzi auch vermehrt außerhalb Südamerikas, hauptsächlich bei FIS-Rennen in Italien, wobei er auch an weiteren internationalen Großereignissen teilnahm.
So startete Pirozzi 2021 erstmals bei Alpinen Skiweltmeisterschaften. Bei den Wettkämpfen in Cortina d’Ampezzo gelang ihm mit Rang 29 im Riesenslalom sogar eine Platzierung unter den besten 30.
Am 5. August 2022 gewann Pirozzi zum ersten Mal ein Rennen des South American Cups, er siegte beim Riesenslalom von Chapelco. Die Riesenslalomwertung der Saison 2022 konnte Pirozzi mit einem Punkt Vorsprung auf den Argentinier Delfin van Ditmar für sich entscheiden.
Mit Beginn der Saison 2023/24 wechselte Pirozzi zum uruguayischen Skiverband. Sein erstes Rennen für Uruguay bestritt er am 25. Juli in El Colorado, nach einer anderthalbjährigen Rennpause.

## Erfolge

### Weltmeisterschaften
- Cortina d’Ampezzo 2021: 29. Riesenslalom, DNQ Slalom

### South American Cup
- Saison 2019: 8. Gesamtwertung, 8. Abfahrtswertung, 8. Super-G-Wertung, 8. Kombinationswertung
- Saison 2022: 1. Riesenslalomwertung, 9. Gesamtwertung
- 3 Podestplätze, davon ein Sieg

| Datum          | Ort      | Land        | Disziplin    |
| -------------- | -------- | ----------- | ------------ |
| 5. August 2022 | Chapelco | Argentinien | Riesenslalom |

### Juniorenweltmeisterschaften
- Narvik 2020: 52. Abfahrt, DNF Super-G
- Bansko 2021: DNF Riesenslalom, DNF Slalom
- St. Anton 2023: DNF Riesenslalom, DNF Slalom

### Weitere Erfolge
- Chilenischer Vizemeister im Riesenslalom (2020)
- Bronze bei den Chilenischen Meisterschaften im Slalom (2020)
- 3 Platzierungen unter den besten 5 bei FIS-Rennen